# Nakło (Opole)
Pour les articles homonymes, voir Nakło.
Nakło est une localité polonaise du gmina de Tarnów Opolski dans la voïvodie et le powiat d'Opole.

## Personnalités liées à la commune
- Julius Schwalbe (1868 - 1930), médecin et rédacteur scientifique est natif du lieu.